# 岡玄樹
岡　玄樹（おか　げんき）は、日本の実業家。
ニケシュ・アローラ氏、孫正義氏、ジャック・マー氏ら、世界のそうそうたる経営者とともにグローバルビジネスの最先端を走り続け、30代にして日本マイクロソフトでCOO（最高執行責任者）としてクラウドやSaaS、ビジネスアプリケーション、ハードウェアビジネスグループ、マーケティング、オペレーション、コーポレートソリューションセールス、競合分析、カスタマーエクスピリエンスおよび広報などの支援部門を含む日本事業を統括した。

## 経歴
慶應義塾大学卒業。在学中は、全国英語弁論大会の三大大会を制覇し、中曽根弘文文部大臣（当時）より賞状を授与されると同時に高校時代に始めた演劇に熱中。学外では、役者・演出家として活躍し、ＮＨＫやロンドンのウェストエンドにおける舞台等の出演を果たす。
慶應義塾大学環境情報学部卒業後は、リーマン・ブラザーズ証券の投資銀行本部にてM&A業務に従事。
その後、ＮＧＯ団体ピースボートに参画し、９８日間に及ぶ洋上生活を経て、船による地球一周を遂げる。
2006年に米コロンビア大学MBA取得後にマッキンゼーのニューヨーク支社に入社。10年以上在籍したマッキンゼー・アンド・カンパニーではパートナーとして、M&Aグループの日本統括リーダーを務める。
ソフトバンク・グループのビジョン・ファンドの前身の立ち上げのためシリコンバレーに在住。
事業会社の経営者としては、日本マイクロソフトのCOOやアント・グループの日本代表を歴任。
2020年1月4日よりレッドハット代表取締役社長就任。2023年7月1日付退任。
2023年7月10日よりIBM米国本社へ転籍し、Vice President, M&A Synergy and New Marketsとして勤務を開始。